# Archelao I di Comana
Archelao (in greco antico: Ἀρχέλαος?, Archélaos; ... – 55 a.C.), conosciuto nella storiografia moderna come Archelao I di Comana, è stata un nobile e sacerdote cappadocico della città di Comana.

## Biografia
Archelao era un nobile della Cappadocia di probabile discendenza macedone. Era il primo figlio dell'importante generale pontico Archelao, che aveva preso parte alle guerre mitridatiche, mentre suo fratello Diogene era un soldato pontico, che servì sotto re Mitridate VI. Anche suo zio paterno, Neottolemo fu un importante generale pontico al tempo delle guerre mitridatiche. La famiglia di Archelao fu quindi molto attiva presso la corte pontica. Nulla, invece, si sa circa sua madre. Secondo Strabone egli affermava di essere addirittura figlio di Mitridate VI, ma ciò non è plausibile. Studiando, infatti, le date di questi due personaggi, Archelao avrebbe al massimo potuto essere un nipote materno del re pontico. Infatti suo padre, uno dei generali favoriti di Mitridate, potrebbe aver sposato una figlia di costui. È quindi possibile pensare che la madre di Archelao sia stata una principessa pontica, figlia di una delle concubine di Mitridate VI.
Nel 63 a.C. il generale romano Pompeo lo fece sommo sacerdote e re cliente della città di Comana, in Cappadocia. Archelao fu sacerdote della dea romana della guerra Bellona, assumendo un potere regale. Egli sposò una non meglio nota donna greca, morta nel 56 a.C. da cui ebbe una non meglio nota figlia e Archelao, padre di Archelao di Cappadocia. Sempre nel 56 a.C. offrì al suo aiuto al proconsole romano Aulo Gabinio, che stava preparando una spedizione militare contro i Parti e sempre in questo anno chiese la mano di Berenice IV d'Egitto, affermando di essere figlio di Mitridate VI. I due alla fine si sposarono, per entrambi era il secondo matrimonio. È possibile che egli divenne coreggente di Berenice e che ebbe il titolo di Faraone. Egli morì nel 55 a.C. combattendo contro il padre di Berenice, Tolomeo XII, che aveva attaccato l'Egitto con il placet di Gabinio per riprendersi il trono. Berenice e sua figlia furono messe a morte. Come sommo sacerdote di Comana gli successe il figlio Archelao.